# Rachid O.
Rachid O. (né Abdellah Oubaïd à Rabat en 1970) est un écrivain marocain.

## Biographie
Après des études à Marrakech, il séjourne en France et commence à écrire sur le délicat équilibre entre monde musulman et homosexualité.
Chocolat chaud fait le récit de l'initiation d'un jeune Marocain qui évolue entre deux cultures avec des idées de rêves et d'images de la France. 
Accueilli en 2000 comme pensionnaire de la Villa Médicis (Académie de France à Rome,), son écriture s'avère plus proche de celle d'Hervé Guibert que de celle des écrivains marocains contemporains. Ses ouvrages ont sensiblement modifié la perception de l'homosexualité dans la littérature du Maghreb.
Il partage la vie de l'écrivain Mathieu Lindon qui apparaît dans son livre Analphabètes, tandis que ce dernier évoque leur relation dans ses ouvrages Je vous écris (2004) et, plus encore, dans Ce qu'aimer veut dire (2013) et dans Hervelino (2021).
En 2016, il co-écrit le scénario du film de son ami Gaël Morel sorti en 2017, Prendre le large, qui met en scène Sandrine Bonnaire.

## Œuvre

### Romans
- L'Enfant ébloui, Gallimard, 1995[9]
- Plusieurs vies, Gallimard, 1996
- Chocolat chaud, Gallimard, 1998
- Ce qui reste, Gallimard, 2003
- Analphabètes, Gallimard, 2013

### Prix littéraires
- Prix de La Mamounia 2013 pour Analphabètes[10]